# Mario Riva
Mario Riva, nombre artístico de Mariuccio Bonavolontà (Roma, 26 de enero de 1913-Verona, 1 de septiembre de 1960), fue un presentador televisivo, locutor de radio y actor de cine italiano, que participó en una cincuentena de películas a lo largo de su carrera cinematográfica que abarcó desde la década de 1940 hasta 1960.

## Biografía
Nacido en Roma como Mariuccio Bonavolontà, hijo de un compositor, Giuseppe Bonavolontà (n. 1885) y su esposa Teresa Chinzari. Su padre compuso más de 500 melodías populares, incluidas «Goodbye Nemi» y «Fiocca Snow». Mario asistió al Collegio San Giuseppe en Piazza di Spagna en Roma.
Riva debutó a temprana edad como doblador y actor de radio. Su debut cinematográfico fue en 1941 en Due cuori sotto sequestro («Dos corazones secuestrados»). Se hizo conocido por primera vez como presentador del espectáculo teatral Clan (1942).
Después de una larga temporada de éxitos en el escenario (a menudo en pareja con Riccardo Billi), Riva alcanzó la cima de su carrera con el ciclo de televisión de variedades en la RAI Il musichiere (1957-1960) (la versión italiana de un programa estadounidense Name That Tune). También apareció en varias películas, generalmente en papeles secundarios. Mientras presentaba desde la Arena de Verona, el Secondo Festival del Musichiere (un evento especial vinculado a su programa de televisión), sin querer cayó en un agujero del escenario cubierto con una lona y murió a causa de sus heridas unos días después.

## Filmografía
- Due cuori sotto sequestro (1941)
- Totò al giro d'Italia (1948)
- Il barone Carlo Mazza (1948)
- I pompieri di Viggiù (1949)
- Totó busca piso (1949)
- Yvonne la Nuit (1949)
- Adamo ed Eva (1949)
- Se fossi deputato (1949)
- Ho sognato il paradiso (1950)
- I cadetti di Guascogna (1950)
- Mañana será otro día (1951)
- Il padrone del vapore (1951)
- Anema e core (1951)
- Accidenti alle tasse!! (1951)
- Porca miseria (1951)
- Ha fatto 13 (1951)
- Arrivano i nostri (1951)
- Sucedió así (1952)
- Bellezas en moto (1952)
- Vendetta... sarda (1952)
- Abracadabra (1952)
- Giovinezza (1952)
- Anni facili (1953)
- Siamo tutti Milanesi (1953)
- Il paese dei campanelli (1954)
- Accadde al commissariato (1954)
- Tripoli, bel suol d'amore (1954)
- Ridere! Ridere! Ridere! (1954)
- Cuentos de Roma (1955)
- Bravissimo (1955)
- La cárcel de los líos (1955)
- Il campanile d'oro (1955)
- Scuola elementare (1955)
- La moglie è uguale per tutti (1955)
- Motivo in maschera (1955)
- El día más bello (1956)
- Il ponte dell'universo (1956)
- Arrivano i dollari! (1957)
- A sud niente di nuovo (1957)
- Serenate per 16 bionde (1957)
- Gente felice (1957)
- Ladro lui, ladra lei (1958)
- Totò, Peppino e le fanatiche (1958)
- Domenica è sempre domenica (1958)
- Gli zitelloni (1958)
- I prepotenti (1958)
- Mia nonna poliziotto (1958)
- È arrivata la parigina (1958)
- Sergente d'ispezione (1958)
- Il terribile Teodoro (1958)
- Policarpo, calígrafo diplomado (1959)
- Perfide.... ma belle (1959)
- Il raccomandato di ferro (1959)
- Fantasmi e ladri (1959)
- Prepotenti più di prima (1959)
- El alcalde, el guardia y la jirafita (1960)